# Henri Laniel
Pour les articles homonymes, voir Laniel.
Henri Laniel, né le 9 janvier 1857 à Vimoutiers et mort le 21 mai 1936 à Aubry-le-Panthou, est un homme politique français.

## Biographie
Reçu à Saint-Cyr en 1875, il quitte rapidement l'armée à la demande de son père, qui souhaite le voir reprendre l'usine familiale de tissage. Maire de Beuvillers, il est député du Calvados de 1896 à 1932, siégeant à droite, comme républicain libéral. Son fils Joseph Laniel lui succède en 1932.

## Sources
- « Henri Laniel », dans le Dictionnaire des parlementaires français (1889-1940), sous la direction de Jean Jolly, PUF, 1960 [détail de l’édition]